# Gryfice Cukrownia
Gryfice Cukrownia – towarowa stacja kolejowa Gryfickiej Kolei Wąskotorowej w Gryficach. Zlikwidowana w 2008.
Przez stację przechodzi linia kolejowa Popiele - Gryfice Wąskotorowe przez Pogorzelicę i Trzebiatów.